# Dijkval

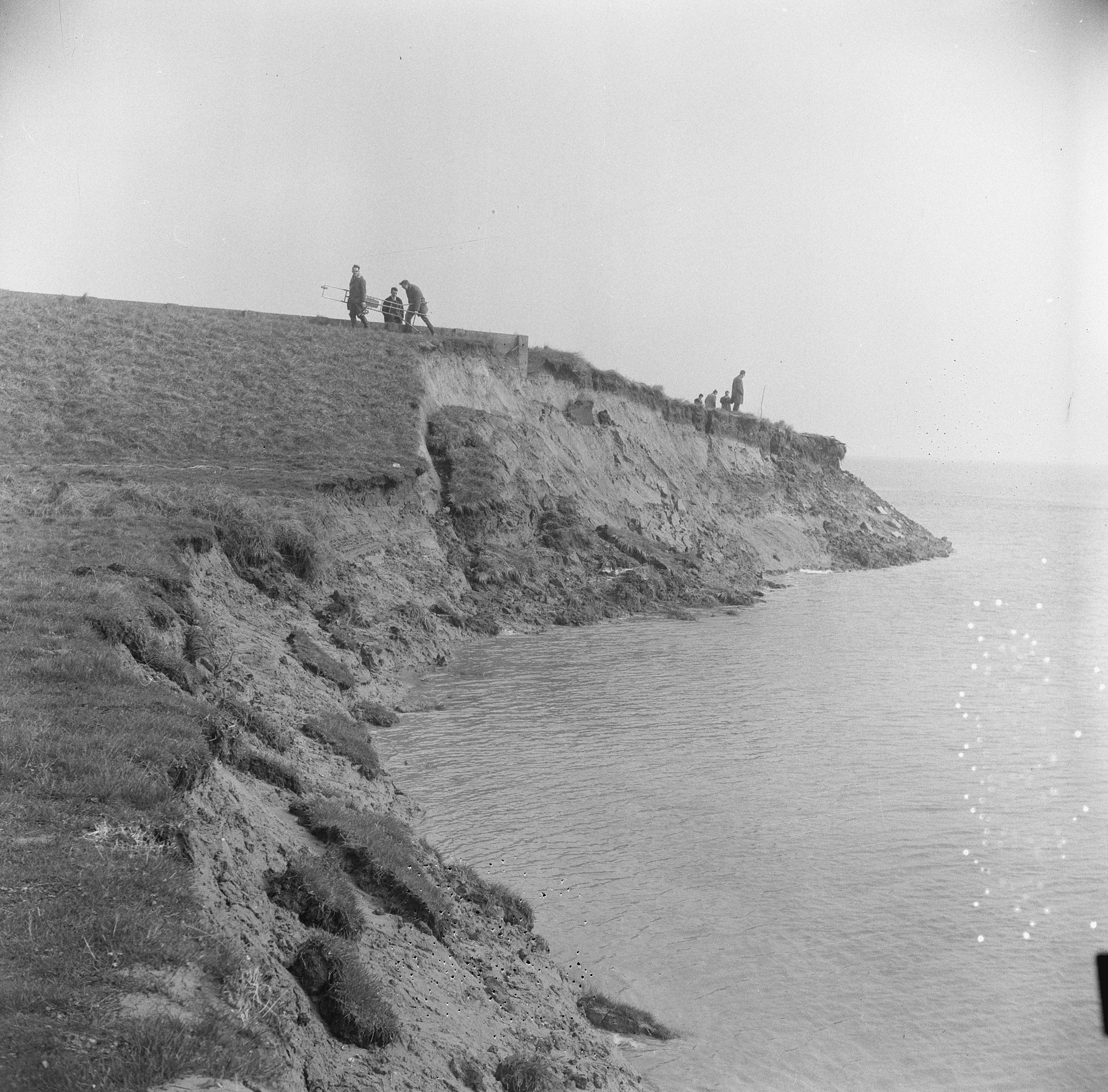
Dijkval bij Kats op 22 maart 1966

Dijkval is een vorm van oeverval, een verschijnsel waarbij "plotseling" een schelpvormig deel van de oever wegzakt en in de stroomgeul verdwijnt. Als op dit stuk oever een dijk ligt, en het dijktraject mede wegslaat, spreekt men van een dijkval. Het verschijnsel komt ook voor bij zandplaten in een estuarium (plaatval) en langs stranden (strandval). Het was een probleem waartegen de mens lange tijd geen verweer had, temeer omdat het onderliggende proces onbekend was. Het is een ander verschijnsel dan een afschuiving. Vallen treden op bij een situatie waar men geen afschuiving zou verwachten omdat de onderwaterhelling niet zo steil is. Als dijkval optreedt (dus een deel van de dijk zakt mee weg) kan het achterliggende land bij vloed overstromen.

## Oorzaak
Stroomgeulen maken door uitschuring de onderwateroever voor de dijk dieper en steiler. Als het te diep wordt kan er afschuiving ontstaan. Dit is echter zelden het geval, omdat de oever dan wel heel erg steil moet worden. Meestal ontstaat een dijkval door zettingsvloeiing of bresvloeiing. Dit treedt met name op als er in de oever fijne, dichtgepakte zandlagen zijn met daarboven minder dicht gepakte lagen. Bij een plotselinge gronddrukverandering in een diepere laag, bijvoorbeeld door uittredend water bij extreem laag tij, kan door dilatantie een steile wand ontstaan die gaat 'bressen'.
Omdat het mechanisme nog niet goed begrepen werd zijn maatregelen tegen oevervallen vooral genomen op grond van ervaring en statistische analyse van valgevoelige gebieden. Lange tijd is gedacht dat een dijkval vrij plotseling optreedt, omdat er weinig directe waarnemingen van het optreden van een zettingsvloeiing waren. Dit kwam enerzijds omdat een groot deel van het proces onder water of ondergronds plaatsvindt (en dus niet zichtbaar is) en de val zelf toch in een beperkte tijd (orde enige uren) plaatsvindt. In de perceptie was het ene moment de dijk er nog en de volgende dag was er een gapend gat. Van strandvallen zijn er inmiddels wel directe waarnemingen vastgelegd op video-opnamen, bijvoorbeeld van de strandval bij Inskip Point in Australië in 2005.

## Inlaag
In vroeger tijden kende men slechts een beschermingsmaatregel; het aanleggen van een inlaagdijk (reservedijk) op enige afstand inlands van de dijk die dreigde weg te zakken. Hierdoor bleven de gevolgen van een dijkval beperkt. Alleen de inlaag, het gebied tussen valdijk en inlaagdijk, overstroomde. Daarna begon het proces opnieuw; de inlaagdijk werd de nieuwe valdijk, daarachter werd een nieuwe inlaagdijk aangelegd.

## Landverlies

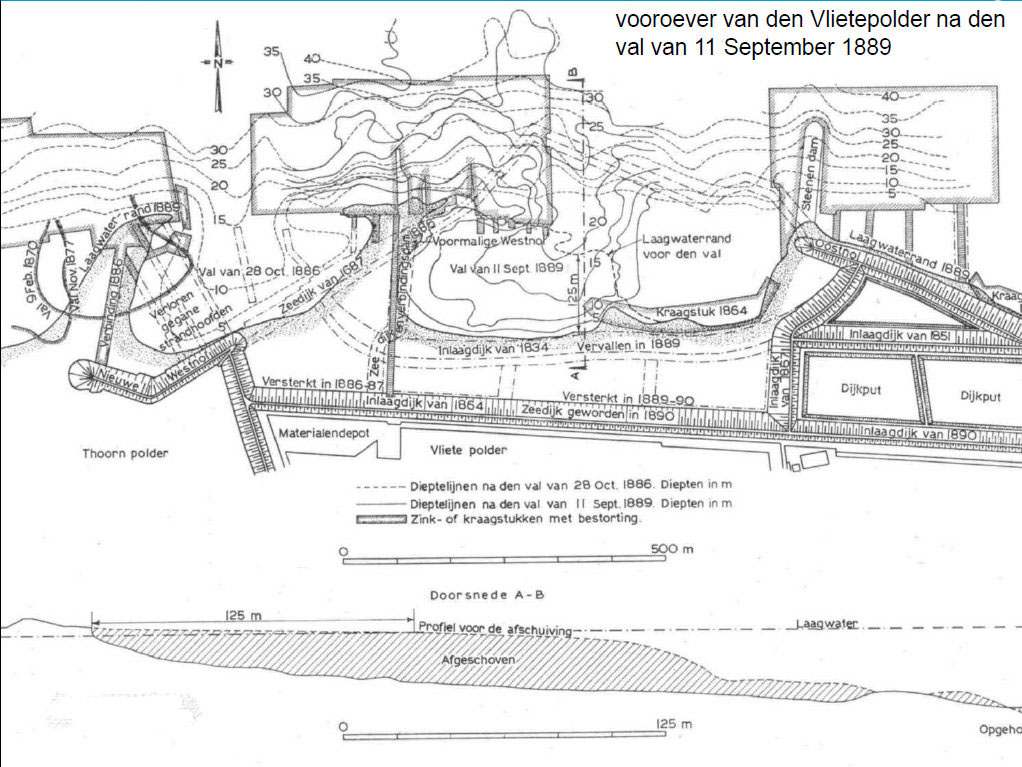
Dijkvallen bij de Vlietepolder in Zeeland

Beetje bij beetje werden zo grote stukken land prijsgegeven aan de zee. Het Zeeuwse eiland Noord-Beveland bijvoorbeeld kalfde aan de noordkant steeds verder af. Uiteindelijk verdween meer dan de helft van het eiland in de Oosterschelde. Ook Schouwen-Duiveland verloor door dijkval veel land. Het eilandje Orisant ging geheel ten onder in de Oosterschelde. Valdijken, inlaagdijken en inlagen maken op veel plaatsen langs zeearmen en rivieren deel uit van het historisch gegroeide landschap.
Na 1950 waren er in Zeeland dijkvallen in 1958 (Noord-Beveland), 1968 (Stavenisse), 1974 (Schouwen-Duiveland, Schelphoek), 1980 (Nummer Eén) en 1990 (Breskens).
Dijk- of oevervallen kunnen hele brede gaten maken in de vooroever. In de Vlietepolder was in 1889 in een keer zo'n 200 meter van het gors voor de dijk verdwenen.
Eind 19e eeuw is men begonnen met het vastleggen van de oever door middel van zinkstukken.
Dit was effectief, maar kostbaar. Na de versterkingen in het kadervan de Deltawerken komt een dijkval steeds minder vaak voor. Vrijwel alle zettingsvloeiingsgevoelige oevers zijn vastgelegd door zinkstukken of door het vastleggen van de onderwateroever met stortsteen. Anno 2013 wordt gewerkt aan vooroeververdediging door middel van steenstortingen in Oosterschelde en Westerschelde. In de Oosterschelde is het probleem bovendien kleiner geworden door de verminderde stroomsnelheden ten gevolge van de bouw van de stormvloedkering.
In de vooroevers treden plaatselijk nog oevervallen op, deze worden gemonitord en waar nodig versterkt.